# La otra Missy
La otra Missy (título en inglés: The Wrong Missy) es una película de comedia estadounidense dirigida por Tyler Spindel, con un guion de Chris Pappas y Kevin Barnett. Es protagonizada por David Spade y Lauren Lapkus, y fue estrenada en Netflix el 13 de mayo de 2020. 

## Reparto
- David Spade como Tim Morris.
- Lauren Lapkus como Melissa.
- Geoff Pierson como Jack Winstone.
- Sarah Chalke como Julia.
- Molly Sims como Melissa.
- Nick Swardson como Nate.
- Jackie Sandler como Jess
- Chris Witaske como Rich.
- Roman Reigns como Tatted Meathead (Gary).
- Bobby Lee como Toki Dum Dum/Empleado del mostrador de facturación.
- Rob Schneider como Komante.
- Jorge García como Chico en Avión.
- Jared Sandler como Stuart.
- Sadie y Sunny Sandler como Lobby Strongs.
- Lori Pelenise Tuisano como Mujer en el Bus.
- Vanilla Ice como él mismo.

## Producción
La película se anunció por primera vez en enero de 2019, con David Spade protagonizando y Tyler Spindel dirigiendo. La adición de Lauren Lapkus, Geoff Pierson, Sarah Chalke, Molly Sims, Nick Swardson, Jackie Sandler, Chris Witaske y Roman Reigns se anunció en marzo de 2019, y la filmación comenzó ese mismo mes.

## Estreno
La película fue estrenada en Netflix el 13 de mayo de 2020.